# اس‌ام یوسی-۴۱
اس‌ام یوسی-۴۱ (به انگلیسی: SM UC-41) یک زیردریایی بود که طول آن ۱۶۲ فوت ۳ اینچ (۴۹٫۴۵ متر) بود. این زیردریایی در سال ۱۹۱۶ ساخته شد.